# Toni Otero
José Antonio Otero Fernández (nacido el 19 de octubre de 1974 en Vigo, Galicia, España) más conocido como Toni Otero, es un exfutbolista y director deportivo español.

## Trayectoria

### Como jugador
Fue un centrocampista formado en la cantera del Real Club Celta de Vigo y en 1993 llegó a debutar con el Celta B, donde jugó durante cuatro temporadas. Desde 1997 a 2002 formaría parte del Pontevedra y más tarde jugaría en el Grupo I de la Tercera División, jugando en el Porriño desde 2002 a 2005 y en el Coruxo desde 2005 a 2007.

### Como entrenador
Tras retirarse como jugador, en 2007 se convirtió en Director del Fútbol Base del Real Club Celta de Vigo, cargo que ocupó durante cinco temporadas. Desde 2012 a 2015, ocuparía el cargo de adjunto a la Dirección Deportiva del club celtiña.
El 17 de marzo de 2015, se convierte en entrenador del Celta B de la Segunda División B de España hasta el final de la temporada, tras la destitución de Javi López Castro. 
En la temporada 2015-16, se convierte en director deportivo del CD Lugo de la Segunda División de España.
Desde 2016 a 2018, trabajaría como scout del FC Barcelona con el seguimiento en Bélgica, Suiza, Holanda, Alemania y España, hasta que el 22 de mayo de 2018, se convierte en director deportivo de la UD Las Palmas de la Segunda División de España, en el que trabajaría hasta junio de 2020.
En junio de 2021, firma como director deportivo del Pontevedra Club de Fútbol de la Segunda Federación. Al término de la primera temporada en la dirección del club, logra el ascenso a la Primera Federación.
El 19 de enero de 2023, tras la destitución de Antonio Fernández Rivadulla, se hace cargo del banquillo del Pontevedra Club de Fútbol de la Primera Federación.
El 27 de febrero de 2023, Otero es destituido como entrenador y director deportivo del Pontevedra Club de Fútbol, después de año y medio en la casa granate.

## Clubes

### Como entrenador y director deportivo
| Club                                                       | País   | Año       |
| ---------------------------------------------------------- | ------ | --------- |
| Real Club Celta de Vigo (director de fútbol base)          | España | 2007-2012 |
| Real Club Celta de Vigo (adjunto a la Dirección Deportiva) | España | 2012-2015 |
| Real Club Celta de Vigo "B" (entrenador)                   | España | 2015      |
| CD Lugo (director deportivo)                               | España | 2015-2016 |
| FC Barcelona (scouting)                                    | España | 2016-2018 |
| UD Las Palmas (director deportivo)                         | España | 2018-2020 |
| Pontevedra Club de Fútbol (director deportivo)             | España | 2021-2023 |
| Pontevedra Club de Fútbol (entrenador)                     | España | 2023      |